# Villewälder bei Bornheim
Koordinaten: 50° 46′ 55″ N, 6° 51′ 27″ O
Das Naturschutzgebiet Villewälder bei Bornheim liegt auf dem Gebiet der Städte Brühl und Erftstadt im Rhein-Erft-Kreis in Nordrhein-Westfalen. Das Gebiet erstreckt sich südwestlich der Kernstadt Brühl. Durch das Gebiet hindurch verläuft die Landesstraße L 194. Am nordwestlichen Rand verläuft die A 553, südwestlich verläuft die A 61.

## Bedeutung
Für Erftstadt und Brühl ist seit 2003 ein 47,63 ha großes Gebiet unter der Kenn-Nummer BM-036 als Naturschutzgebiet ausgewiesen. Die Unterschutzstellung erfolgt zur Erhaltung von Lebensgemeinschaften und Biotopen bestimmter wildlebender Tier- und Pflanzenarten.